# Ong Seong-wu
Ong Seong-wu (Incheon, 25 agosto 1995) è un cantante e attore sudcoreano. È conosciuto per essere uno degli 11 vincitori del talent show Produce 101 Season 2, in cui si è classificato quinto, e per essere stato un membro del gruppo derivato dal programma, gli Wanna One.
È celebre per la sua carriera di attore, con lavori come At Eighteen (2019) e Seoul Vibe (2022), e per il suo EP da solista Layers, uscito a marzo 2020.

## Discografia

### EP
- 2020 – Layers

### Singoli
- 2020 – We Belong
- 2020 – Gravity

### Colonne sonore
- 2019 – Our Story (per At Eighteen)
- 2020 – Late Regret (per More Than Friends)

### Collaborazioni
- 2020 – Didn't Say Anything (con Baek Ji-young)

## Filmografia

### Cinema
- Seong-wu Is Alright (2017) – cortometraggio
- Insaeng-eun areumda-wo (인생은 아름다워?), regia di Choi Kook-hee (2022)
- Seoul Vibe - L'ultimo inseguimento (서울대작전?, Seo-ul daejakjeonLR), regia di Moon Hyun-sung (2022)
- 20th Century Girl (20세기 소녀?), regia di Bang Woo-ri (2022) – cameo
- Jeonggane mokjang (정가네 목장?), regia di Kim Ji-hyun (2022)

### Televisione
- Yeor-yeodeolb-ui sun-gan  – serie TV, (2019)
- Gyeong-ui-ui su  – serie TV, (2020)
- Strong Girl Nam-soon – serie TV, (2023)

### Variety show
- 2017 – Produce 101 (2 edizione)
- 2017 – Master Key
- 2018 – Living Together In Empty Room
- 2018 – Show! Music Core
- 2018 – Law of the Jungle Sabah
- 2020 – Traveler

## Riconoscimenti
- 12th Korea Drama Awards
  - 2019 – Best New Actor[2]
  - 2019 – Hallyu Star Award[3]
- DongA's Pick
  - 2019 – Want to See Your Next Project Award[4]
- StarHub Night of Stars
  - 2019 – Most Promising Actor[5]
- Asia Artist Awards
  - 2019 – Rookie Actor Award[6]
- 15th Asia Model Awards
  - 2020 – Popular Star Award[7][8]